# Мітимна
Мітимна (грец. Μήθυμνα) — місто в Греції, друге за величиною на острові Лесбос. Місто розташоване у північній частині острова. Також відоме під назвою «Молівос», яка використовувалась за часів Османської імперії. Населення становить 2 433 чол.

## Персоналії
- Аріон — давньогрецький поет і музикант.

## Фортеця Молівос

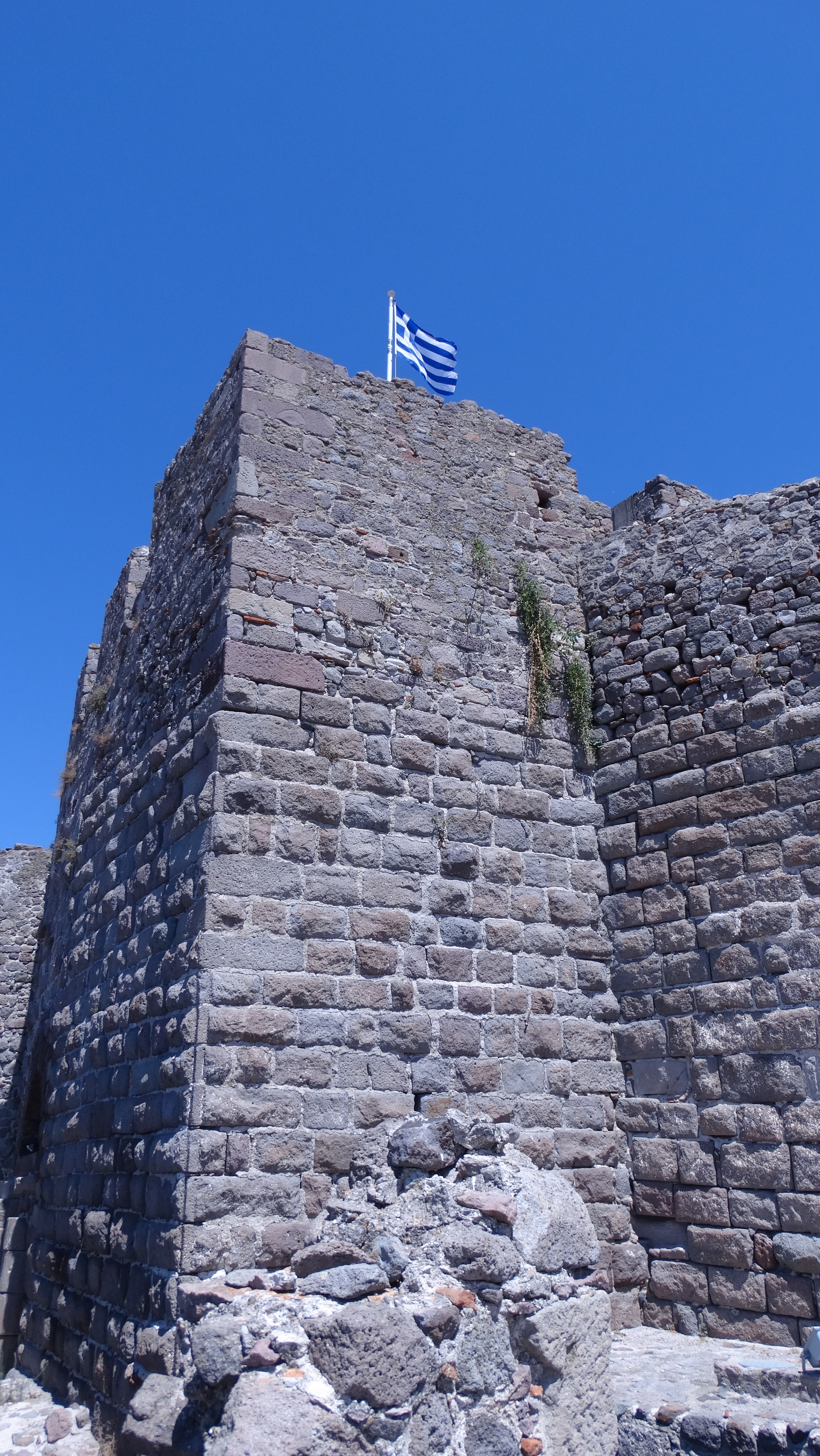
Одна з веж фортеці Молівос

Фортеця розташована на пагорбі, на якому раніше знаходився акрополь античного міста та була побудована візантійцями. Венеційці завоювали фортецю в 1128 році. З 1204 по 1287 роки фортецею володів  Балдуїн I. Наразі фортеця збереглась у формі, датованій XIV століттям та з доповненнями, які провели османи після 1462 року. Фортеця має форму трапеції, вона має башти та оборонні вали. Для кладки використано обтесані камені. До замку ведеть троє воріт, розташованих одні за одними, в одних з яких є дерев'яні двері, оббиті металом, датовані османським періодом.
(Додатково: Фортеця Молівос у Вікісховищі)